# Русское общество пароходства и торговли
Ру́сское о́бщество парохо́дства и торго́вли (РОПиТ) — российская судоходная компания. Основана в 1856 году для обеспечения торгового судоходства в Причерноморье. Хотя это был коммерческий проект, его успех опирался на значительные государственные субсидии: на рубеже XIX—XX веков РОПиТ стала крупнейшей пароходной компанией Черноморского бассейна. Суда компании также предназначались для применения в качестве судов вспомогательного флота в военное время.

## История

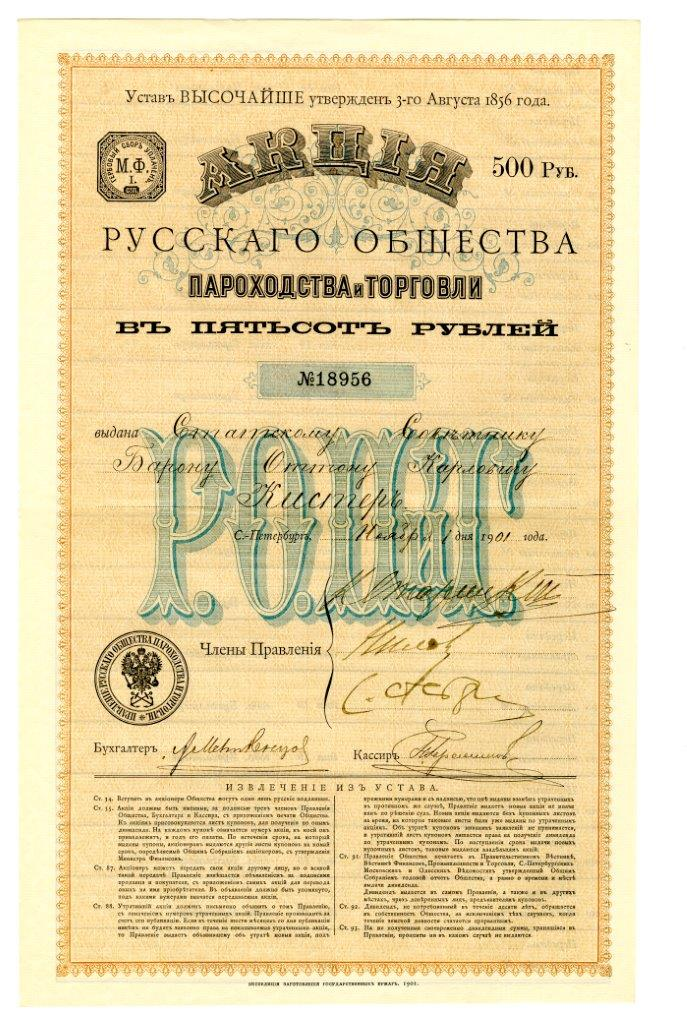
Акция именная в 500 рублей Русского общества пароходства и торговли. С.-Петербург, 1901 год

В 1856 году российские предприниматели, капитан 1-го ранга Николай Аркас и чиновник Николай Новосельский, предложили Министерству финансов Российской империи создать на Чёрном море частное пароходное общество «с целью развития торговли и почтовых сообщений южного края с иностранными и русскими портами». Правительство Российской империи поддержало инициативу Аркаса и Новосельского, усмотрев в ней «очевидную пользу и особую важность столь обширного предприятия, ещё небывалого в нашем отечестве». 3 августа того же 1856 года император Александр II своим указом Высочайше утвердил Устав акционерной компании «Русское Общество Пароходства и Торговли» (РОПиТ). Как явствует из 2-го параграфа I раздела Устава (Цель, обязанности и права Общества) «Русское Общество пароходства и торговли по примеру Российско-Американской компании, состоит под Высочайшим Его Императорского Величества покровительством». Штаб-квартира новой компании разместилась в Одессе. Руководителем общества стал Н. А. Аркас. Половина членов правления были назначены правительством, которое предоставило компании заём на 20 лет. Также было решено выплачивать обществу ежегодное пособие на ремонт пароходов и ежегодную дотацию в виде помильной платы.
Одной из причин такой активной поддержки инициативы Аркаса и Новосельского стал Парижский мирный договор, подписанный в марте 1856 года и поставивший точку в Крымской войне. XI статья этого договора предусматривала «нейтрализацию Чёрного моря», запрещавшая черноморским державам иметь на Чёрном море военные флоты. Эта статья ставила Россию в неравноправное положение с Османской империей, которая полностью сохранила свои военно-морские силы, просто разместив их в Мраморном и Средиземном морях, откуда их можно было быстро переместить в Чёрное через контролируемые ею Босфор и Дарданеллы. Властям России, лишившихся возможности иметь свой военный флот на Чёрном море, пришлось идти обходным путём. Поэтому перед новорождённым РОПиТ помимо развития торгового судоходства, была негласно поставлена и другая задача. Общество должно было строить торговые суда, которые в случае войны могли бы выполнять боевые задачи, а также создать и поддерживать базу (экипажи, порты и ремонтные предприятия), необходимые для быстрого воссоздания Черноморского флота.
Благодаря поддержке со стороны правительства, в первую очередь государственным субсидиям и займам, а также эффективному менеджменту, РОПиТ быстро добилось успехов, превратившись в одну из крупнейших судоходных компаний Причерноморья. Перевозки грузов и пассажиров РОПиТ начало 21 мая 1857 года. В первый год своей деятельности общество имело 5 пароходов общей вместимостью 5420 тонн, которые обслуживали три линии из Одессы в Николаев, Херсон и порты Кавказа, а также совершали перевозки по Азовскому морю и пробные рейсы из Одессы в порты Крыма и Средиземноморья.
Через два года после своего создания общество имело 35 пароходов английской и французской постройки, которые, совершая рейсы по 12 маршрутам, перевезли за 1858 год 123 000 пассажиров и 4 млн пудов грузов, что позволило получить прибыль по итогом года в размере 746 000 рублей. К 1869 году РОПиТ совершал регулярные рейсы на 20 направлениях, в том числе на шести заграничных, включая Египет и Францию, располагая флотом из 63 пароходов и 38 барж. Общество стало ведущей судоходной компанией в торговле с Турцией, доставляя туда из России керосин, зерно, спирт, изделия из металлов, ткани и другие товары, везя в обратном направлении кофе, табак, изюм, орехи и различные экзотические товары. Также РОПиТ совершал рейсы между Керчью и Таманью. Помимо коммерческих грузов и пассажиров, суда РОПиТ перевозили правительственную почту и курьеров, войска и военные грузы.
В 1858 году компания заключила контракт с Сардинским королевством на использование порта Вильфранш-сюр-Мер в Средиземном море сроком на 24 года.
В 1860-х годах акции РОПиТ стали котироваться на Санкт-Петербургской бирже.
С 1 января 1898 года стал действовать новый флаг компании, утверждённый морским министерством и императором — на российском бело-сине-красном флаге в верхней белой полосе у древка помещалась золотая императорская корона, а в вольной части белой полосы — золотой почтовый рожок.
К 1910 году РОПиТ стало крупнейшей пароходной компанией России. Флот общества включал 76 пароходов общим водоизмещением 200 тысяч тонн и более 140 подсобных плавсредств. Все суда РОПиТ оценивались в 24,5 млн рублей. В 1913 году общий тоннаж флота общества составлял 20 % общего тоннажа торгово-пассажирского флота России. Суда РОПиТ посещали порты Атлантического, Тихого и Индийского океанов. В начале первой мировой войны большое количество кораблей общества были заблокированы в Чёрном море. Пароходы были мобилизованы в состав Военно-транспортной флотилии Чёрного моря, обеспечивая воинские перевозки на театре военных действий.
Важной статьёй доходов РОПиТ была перевозка паломников из России в Палестину к святым местам.
РОПиТ активно участвовало в различных выставках. В 1882 году общество было награждено почётным отзывом «За деятельность по устройству механических приспособлений для нагрузки и выгрузки товаров, каменного угля и антрацита» Всероссийской промышленно-художественной выставке в Москве. В 1910 год РОПиТ представил большую экспозицию в собственном павильоне во время Одесской фабрично-заводской, художественно-промышленной и сельскохозяйственной выставке, организованной Одесским отделением Императорского русского технического общества и Императорским обществом сельского хозяйства южной России. В частности, в павильоне работала станция беспроволочного телеграфа, осуществлявшая регулярные сеансы связи с пароходом «Цесаревич Георгий», совершавшим в тот момент очередной рейс по крымско-кавказской линии. Во время русско-японской войны 1904—1905 гг. РОПиТ передал в состав военного флота три новейших парохода «Юпитер», «Меркурий» и «Метеор», которые в составе русской эскадры участвовали в Цусимском сражении. В том же 1910 году РОПиТ «задалось целью оказать посильное содействие более тесному сближению с названными странами [Турции, Греции, Египта и славянских восточных стран] и дать необходимый толчок широкому развитию отечественной экспортной торговли на Ближнем Востоке». Для этого самый современный и лучший на тот момент пароход общества «Император Николай II» был использован в качестве базы для «Плавучей выставки предметов русского производства». Товары 135 компаний юга России, Москвы, Петербурга и Польши в течение двух месяцев экспонировались в Варне, Бургасе, Константинополе, Салониках, Пирее, Александрии, Порт-Саиде, Яффе, Бейруте, Триполи, Мессине, Смирне, Трапезунде и других портах Чёрного и Средиземного морей. В рамках выставки проходили выступления военного и балалаечного оркестров. Но вначале выставка направилась в Ялту, где её посетил Николай II, находившийся на отдыхе в Ливадии, и «благословил» её.
Н. А. Новосельский позднее участвовал в слиянии пароходных компаний «Кавказ» (перевозки по Каспийскому морю) с работающими на Волге «Меркурием» и «Русалкой», строил железные дороги, развивал курорты Кавказских Минеральных Вод, 11 лет был городским главой Одессы, прославившись постройкой в городе водопровода и канализации. Адмирал Николай Чихачев, директор-распорядитель РОПиТа с 1862 по 1876 год, впоследствии возглавлял Главный морской штаб и управлял морским министерством.

## Флот

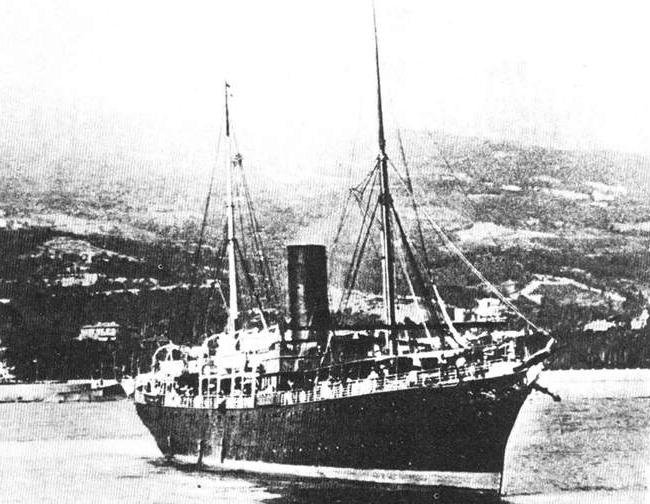
Пароход РОПиТ «Великий князь Константин»

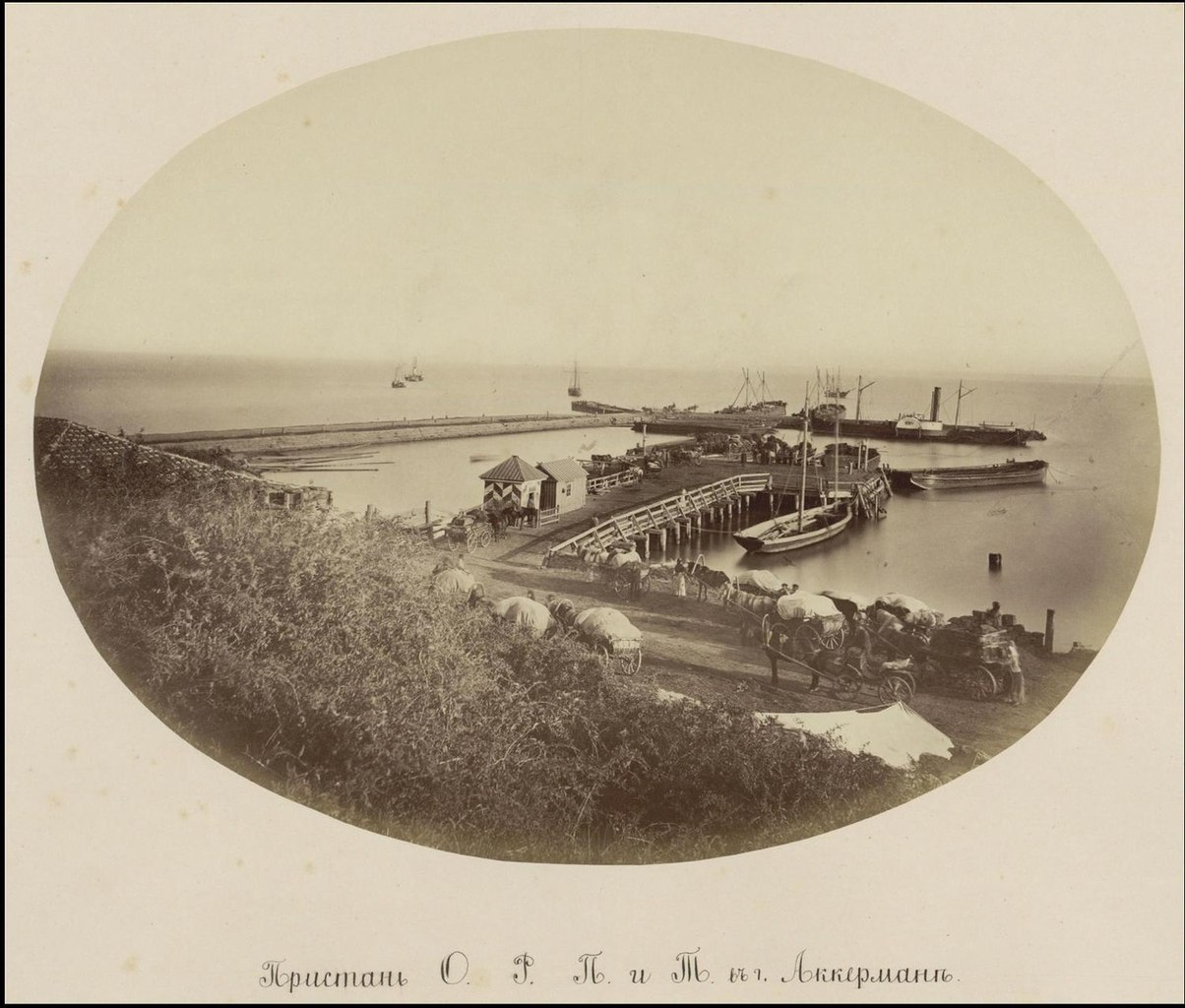
Ропит в Аккермане

Пароходофрегат «Херсонес» после покупки РОПиТ и восстановления

- «Император Александр II» (1858) Транспорт № 28 ЧФ, 06.09.1916 на переходе Трабзон-Батум столкнулся с ТР № 43 («Оксюз» / Oxus) и затонул;
- «Великий князь Константин» (I) (1858), слом 1896;
- «Владимир» (1857) погиб в июне 1894 года после столкновения с итальянским пароходом «Columbia»;
- «Веста» (1858), погиб в ноябре 1887 года после столкновения с пароходом «Синеус»;
- «Россия» (1872), выведен из состава флота в 1913;
- «Дон» (1857, бывш. «Collingwood»), с 1880 года самоходная баржа;
- «Днестр» (1857 колёсный буксирно-пассажирский пароход 1840-х годов постройки), разобран;
- «Аккерман» (1857, колёсный буксирный пароход, эксплуатировался до 1895 года.
- «Батюшка» (1857, колёсный буксирный пароход);
- «Братец» (1857, колёсный буксирный пароход);
- «Матушка» (1857, колёсный буксирный пароход);
- «Сестрица» (1857, колёсный буксирно-пассажирский пароход), 1876 Дунайская флотилия; затем баржа № 93, с 1908 плавбаза ПЛ, 1911 сдан на слом;
- «Ласточка» (получен в 1857, ранее «Дарго»);
- «Граф Воронцов» (II, 1857) списан в 1864 году;
- «Буг» (бывш. Bellona) (1858) с 1880 блокшив, 1896 слом;
- «Днепр» (1858, бывш. «Dutchman») затонул в декабре того же года при следовании в порт приписки;
- «Болтун» (1858, колёсный буксирный пароход), сдан на слом в начале 1890-х годов;
- «Орест» (получен в 1858, ранее «Orient», списан в 1876 году;
- «Аргонавт» (1859, колёсный товаро-пассажирский пароход), 1903 слом;
- «Олег» (1859) в декабре 1914 затоплен в ходе боевой операции близ Зонгулдака;
- «Тетка» (1859, колёсный буксирный пароход) списан в 1884 году;
- «Голубчик» (1859, колёсный буксирный пароход) в 1883 передан Болгарии («Хан Крум»), затоплен экипажем в июле 1913 года;
- «Язон» (1859) списан в 1894 году;
- «Гуниб» (1860, бывш. «Tweedside»);
- «Бессарабия» (1861), слом после 1903;
- «Византия» (1861);
- «Лазарев» (1863) в 1920 уведен в Константинополь, продан на слом в Марселе в 1926 году;
- «Генерал Коцебу» (1866) в апреле 1895 года затонул после столкновения с транспортом «Пендераклия»;
- «Азов» (1867), слом 1912;
- «Ростов» (1867) в 1918 году транспорт повреждён огнем германской ПЛ UC23, выбросился на берег[7];
- «Великий князь Михаил» (1865)
- «Великая княгиня Ольга» (1866) → «Эриклик» (1872) → «Балаклава» (1921) → «Красный моряк» (1922), слом в конце 1930-х годов;
- «Дядя» (1866) колёсный буксирный пароход 1862 года постройки, списан в 1892 году;
- «Чихачёв» (1867) № 257. Наскочил на камни у Яффы в 1891 и затонул[8];
- «Ястреб» (1868) в том же году переломился и затонул[9];
- «Сокол» (1868) списан в 1927 году;
- «Кречет» (1868) списан в 1887 году;
- «Коршун» (1868) списан в 1887 году;
- «Кобчик»(I) (1868) затонул на пути с верфи в Одессу;
- «Воробей» (1869)
- «Гусь» (1869)
- «Индюк» (1869);
- «Лебедь» (1869)
- «Петух» (1869)
- «Утка» (1869)
- «Аксай» (1870) в 1875 году выброшен штормом на камни близ Сицилии и затонул;
- «Кобчик»(II) (1870)
- «Дунай» (1871) в 1899 году переоборудован в баржу;
- «Бабушка» (1871, колёсный буксирно-пассажирский пароход), → «Такиль» (1922), списан в 1926 году;
- «Дедушка» (1871, колёсный буксирно-пассажирский пароход),
- «Альма» (1872);
- «Медведица» (1872)
- «Цесаревна» (1872) в 1902 году наскочил на камни и затонул;
- «Генерал Цакни» (1873; бывш. колёсный буксирный пароход 1868 года постройки), слом в 1892 году;
- «Ворон» (1874)
- «Чайка»(II) (1874)
- «Бельбек» (1874) построен в 1871 для Новороссийского пароходства как «Доверие», списан 1909;
- «Императрица Мария» (1877)
- «Великая княгиня Ольга» (II) (1880), в 1901 году повреждён пожаром, в 1904 году слом;
- «Граф Тотлебен» (1880), с 1917 года «Нестор-летописец», затем «Феликс Дзержинский», списан в 1939 году;
- «Пушкин» (1881) списан в 1913 году;
- «Волга» (1881) затонул 16 ноября 1922 года, выскочив во время шторма на камни у мыса Дооб;
- «Быстрый» (1881) колёсный буксирный катер;
- «Брат» (1882)
- «Вестник» (1882) списан в 1924 году;
- «Хуанпу» (на кантонском диалекте произносится как «Вампу») (1882)
- «Царь» (1883) → «Посадник» (1917); в 1925 продан на слом во Франции;
- «Царица» (1883) в 1887 году повредил днище и выбросился на берег;
- «Тесть» (1883) Т-382 (1917) →"Тесть" (1920) →"Войков" (1927) 20.08.1942 сел на мель и раcстрелян германской полевой артиллерией[10];
- «Мечта» (1884) — продан в 1924 г. судовладельцу Эд Кайоль → «Murat»
- «Рюрик» (1884)
- «Трувор» (1884)
- «Синеус» (1884)
- «Гостомысл» (1884) — буксирный пароход постройки 1872 года, с конца 1920 года в составе ЧФ (П-4, «Труженик», СП-10, СП-17, ЧФ-41);
- «Царица» (1891) — в 1900—1901 годах сдан во фрахт Русскому обществу Красного Креста, с 1915 года мобилизовано в Черноморский флот
- «Чихачёв» (II) (1892)
- «Святой Николай» (1893)
- «Алтон» (1901)
- «Метеор» (1901)
- «Херсонес» (1903)
- «Тигр» (1906)
- «Евфрат» (1906) — уведён белыми в 1920
- «Принцесса Евгения Ольденбургская» (1903) — «Чичерин» ЧГМП, затоплен в 1941 году;
- «Афон»
- «Иерусалим» (1911)
- «Император Николай I» (1913) → «Авиатор» (1917)→ «Pierre Loti» (Messagerie Maritimes)/ В 1940 году захвачен в Австралии, затонул при переходе из Лагоса в ЮАС в декабре 1942 года[11];
- «Императрица Екатерина II» — потоплена немецкой подводной лодкой близ Бизерты;
- «Император Александр III» (1914) → «Республиканец» (1917) → «Le Lamartine» (Messagerie Maritimes) →"Khai Dinh". Потоплен ВВС США близ Хайфона. Поднят японцами(?)[12];
- «Император Пётр Великий» (1913)
- «Царь Михаил Фёдорович» (1914), после 1917 года: «Анатолий Молчанов» куплен SGTM→"Sidi Ferruch", слом 1934[13];
- «Цесаревич Алексей Николаевич» (1914) — 16.06.1916 подорвался на мине возле мыса Тарханкут и затонул;
- «Великая княгиня Ксения»(1914) → «Ксения» → «Муравьёв-Апостол».

## Форменная одежда
Форменная одежда для лиц, служащих на судах Русского общества пароходства, была Высочайше утверждена по представлению Министра финансов 19 февраля 1899 г. Этим узаконением были утверждены описания и рисунки форменной одежды и знаков различия компании.
Для начальствующего состава были введены парадная и обыкновенная рабочая форма. Парадная форма состояла из сюртука гражданского покроя и брюк (шаровар) из чёрного сукна. На чёрном бархатном воротнике вышивались знаки различия по должностям в виде якоря с расположенными над ними звёздочками. Капитану полагались три звёздочки, старшему помощнику и старшему механику — две звёздочки, второму помощнику и первому механику — одна, третьему помощнику, второму механику и штурманским ученикам звёздочки не полагались. Судоводителям металлический прибор полагался золотым, механикам — серебряный. На плечах сюртуков капитанов и старших механиков нашивались плетёнки из шнура по цвету металлического прибора. Фуражки полагались флотского образца с подбородным ремешком. По верху тульи полагался белый кант, а на околыше сверху и снизу шнур по цвету металлического прибора. Спереди на тулье размещались эмблемы: для служащих РОПиТ — корона по цвету металлического прибора. Летом на тулье носился белый чехол. При парадной форме также носился кортик флотского образца. В штате РОПиТ была предусмотрена ещё одна, высшая, должность — Инспектор морской части. Ему полагалась та же форма, что и у капитанов, но якорь на воротнике был перевит канатом, без звёздочек, и на рукавах имелись галунные знаки различия.
При обыкновенной рабочей форме вместо сюртука носилось укороченное пальто (пиджак) из чёрного сукна, а летом — полотняник флотского образца. Знаки различия на воротниках полагались кованые, металлические. С полотняником могли носиться брюки из той же ткани. В холодную погоду надевалось чёрное пальто флотского образца с коваными знаками различия на воротнике. Плетёнки к пальто не полагались. Боцманам полагалось укороченное пальто (пиджак, а точнее, бушлат), который носился с суконным галстуком флотского образца. На воротнике размещались металлические якоря. На околышах фуражек боцманов не было металлических шнуров. На тулье боцманов судов РОПиТ помещалась металлическая корона.
Зимняя форма шилась из чёрного сукна, летняя — из белого или сурового полотна. Пуговицы отличались от пуговиц для формы командного состава. Машинисты, электротехники и фельдшера судов КВЖД носили ту же форму, что и боцмана, но с серебряным прибором. На рукавах машинистов и электротехников нашивались светло-синие эмблемы. Воротники и обшлага пиджаков фельдшеров окантовывались белым сукном. Матросы носили обычную матросскую форму флотского образца: синие фланелевые и белые форменные рубахи, чёрные брюки и нательные полосатые рубахи. Синие воротники и обшлага белых рубах обшивались двойной белой тесьмой. На груди фланелевой рубахи вышивались буквы «Р.О.П.Т.» белого цвета, на груди белой — светло-синего, высотой в 1 вершок (45 мм). Фуражки матросам полагались без козырька, с белым кантом по верху тульи и чёрной лентой на околыше. На ленте золотом печатались названия судов и инициалы компании по типу: «Р.О. НАЗВАНИЕ П.Т.». На фуражках матросов РОПиТ эмблем не было. Особенностью формы матросов был цветной кушак: в РОПиТ красный.
| | | | |
| Реконструкция летней формы одежды лиц, служащих на судах «Русского общества пароходства и торговли» образца 1899 года:Пояснения 1. Форма начальствующего состава (второй механик). 2. Форма матросов. | Реконструкция формы одежды лиц, служащих на судах «Русского общества пароходства и торговли» образца 1899 года:Пояснения 1. Парадная форма начальствующего состава. 2. Парадная форма Инспектора морской части. 3. Обыкновенная рабочая форма старшего механика. 4. Зимняя форма боцмана. | Реконструкция эмблем и пуговиц формы одежды лиц, служащих на судах «РОПиТ» образца 1899 года:Пояснения а. Корона на головные уборы начальствующего состава и боцманов; b. Пуговица начальствующего состава; с. Пуговица нижних чинов.; | Реконструкция знаков различия должностей судовых команд «РОПиТ» образца 1899 года:Пояснения а. Знаки различия на воротниках сюртуков; b. Знаки различия на воротниках летних кителей, пальто и укороченных пальто; с. Наплечные плетёнки; d. Нарукавные знаки. 1. Инспектор морской части. 2. Капитан. 3. Старший помощник. 4. Старший механик. 5. Второй помощник. 6. Первый механик. 7. Третий помощник. 8. Второй механик. |